# Litwa Środkowa

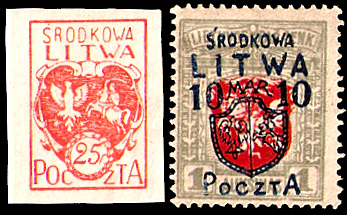
Mittellitauische Briefmarken, 1920

Litwa Środkowa (deutsch Mittellitauen) war der Name eines 1920 ausgerufenen Staates mit Vilnius als seiner Hauptstadt, dessen Gebiet den vorwiegend polnischsprachigen Südosten Litauens umfasste. 1922 schloss sich der Staat Polen an. Weil sowohl Polen, Litauen und die Sowjetunion Anspruch auf das Gebiet erhoben, wurde dessen Zugehörigkeit als Wilnafrage bezeichnet.

## Name
Die Bezeichnung „Mittellitauen“ ergab sich aus der damaligen polnischen Sicht auf Litauen und auf die Geschichte des Großfürstentums Litauen. In dieser Sicht waren das litauischsprachige Litauen (Kaunas und Litauen westlich und nördlich von Kaunas) „Westlitauen“, die einst zum Großfürstentum Litauen gehörenden östlichen belarussischen Fürstentümer „Ostlitauen“ und die Mitte des einstigen Großfürstentums Litauen demgemäß „Mittellitauen“.

## Vorgeschichte
Durch die Lubliner Union vom 12. August 1569 wurden Polen und Litauen zu Polen-Litauen vereinigt. Durch die dritte Teilung Polens, wurde die Region um Vilnius 1795 vom Russischen Zarenreich annektiert. Ab 1918 hatte es zur neu gegründeten Republik Litauen gehört. Nach dem Abzug der deutschen Truppen begann der Kampf Litauens, Polens und Sowjetrusslands um die Vorherrschaft in diesem Gebiet am oberen Neris, mit den Städten Vilnius, Aschmjany und Švenčionys. Polen beanspruchte das Gebiet aus ethnographischen und kulturellen Gründen, Litauen aus historischen.

## Staatsgründung und Zugehörigkeiten

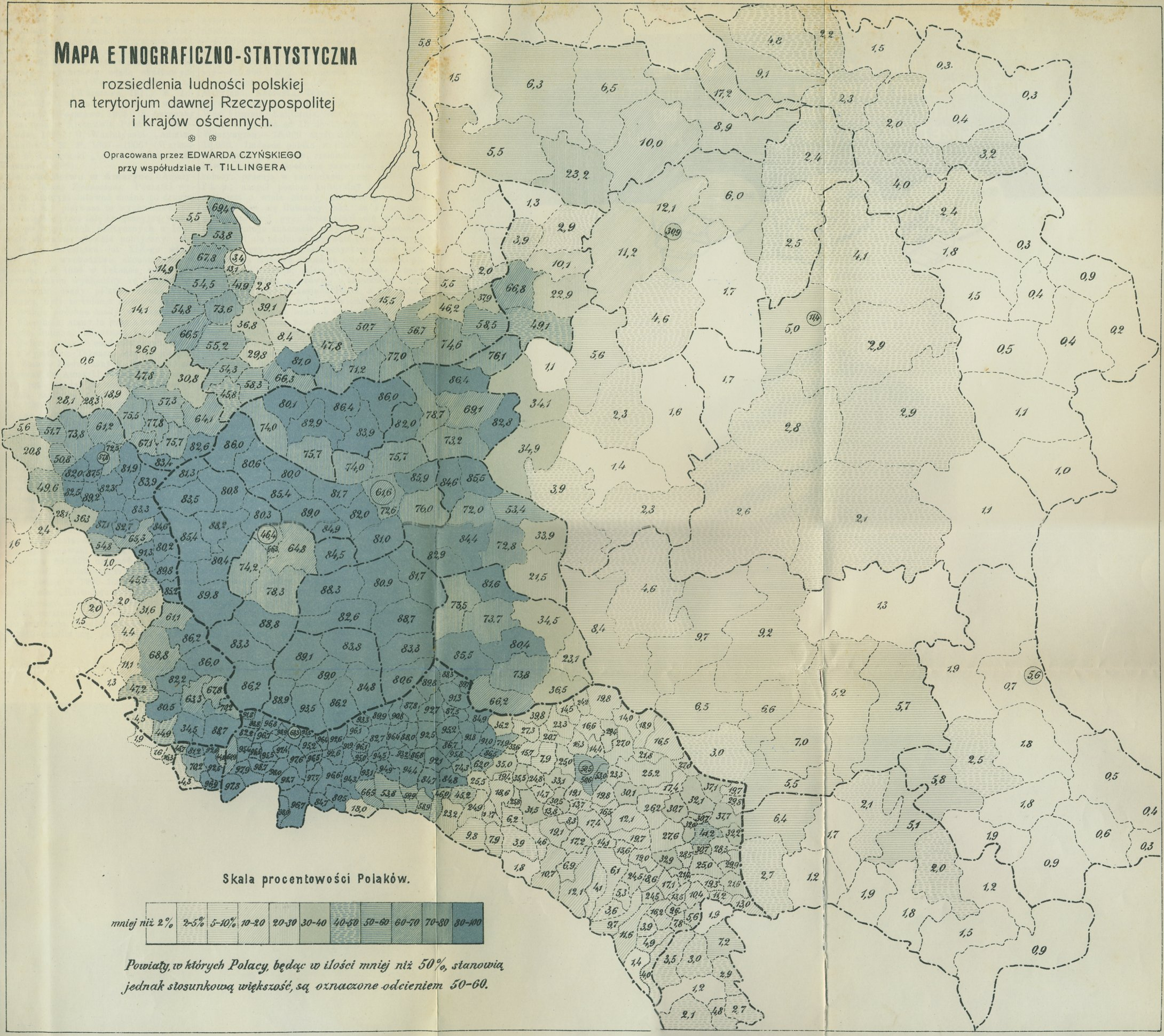
Karte der polnischen Bevölkerung, 1912. E. Czyński, T. Tilinger's.
6–12 % im Wilnaer Land

Nach dem Beginn des Polnisch-Sowjetischen Kriegs besetzten polnische Truppen unter dem Befehl des Generals Lucjan Żeligowski das zuvor von der Roten Armee besetzte Gebiet. Am 12. Oktober 1920 proklamierte Żeligowski zusammen mit einer provisorischen Regierung den Staat „Mittellitauen“ auf dem um östlich angrenzende Territorien erweiterte Wilnagebiet. Die Mehrheit der Bevölkerung in Mittellitauen waren mit 70,6 % Polen, gefolgt von 12,8 % Litauern und 6 % Weißrussen. In der Stadt Wilna sprachen laut der deutschen Volkszählung von 1916 nur 2,6 % litauisch. Polnisch war die Amtssprache, „dessen anderthalb Jahre währende Existenz nur ein Übergangsstadium für die vorgesehene Angliederung an Polen war“.
Nachdem die Bemühungen Polens um die Wiederherstellung seiner Staatsgrenzen von 1772 oder entsprechende konföderative Zusammenschlüsse mit Litauen gescheitert waren, stimmte das Parlament Mittellitauens am 20. Februar 1922 für einen Anschluss an Polen.
Litauen erkannte diese Entwicklung nicht an, erklärte Kaunas zu seiner provisorischen Hauptstadt und gab seinen Anspruch auf Vilnius erst 1938 auf, nachdem Polen Litauen ein Ultimatum gesetzt hatte.
1939 wurde Polen im geheimen Zusatzprotokoll zum Hitler-Stalin-Pakt entlang einer Demarkationslinie zwischen dem Deutschen Reich und der Sowjetunion aufgeteilt. Der Westteil des ehemaligen Mittellitauen mit der Stadt Vilnius wurde im Oktober 1939 an Litauen zurückgegeben. Im Juni 1940 marschierte die Rote Armee in Litauen ein. Litauen trat nach der Installation einer kommunistischen Regierung am 3. August 1940 als Litauische Sozialistische Sowjetrepublik der Sowjetunion bei. Die Sowjetunion sah das Wilnagebiet nicht als polnisches, sondern als besetztes litauisches Staatsgebiet an und annektierte es ebenfalls.